# Trebiae

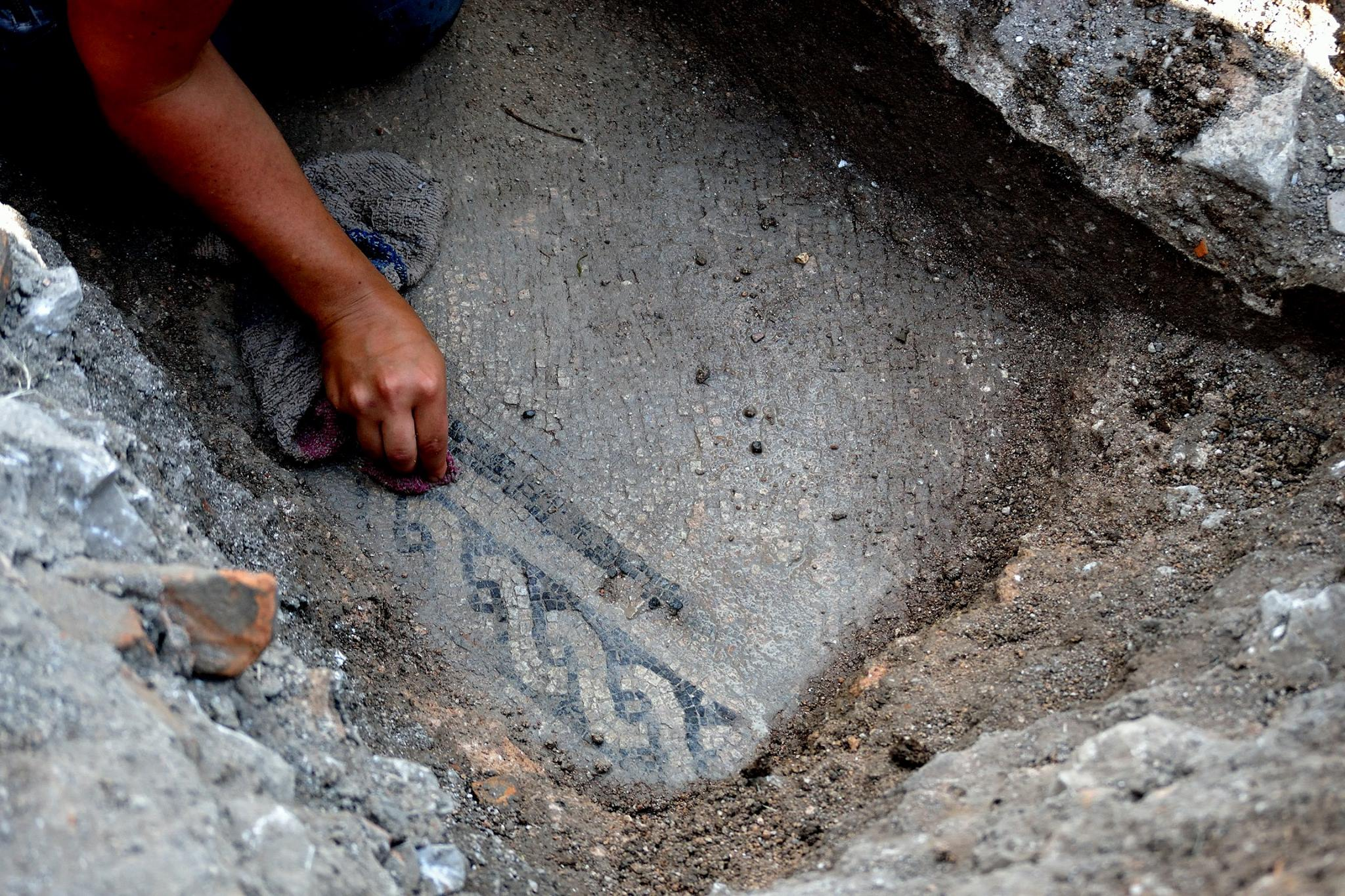
Dettaglio di uno dei mosaici emersi pochi anni orsono al momento della scoperta.

Trebiae è una città romana abbandonata della Regio VI Umbria, un tempo attraversata dal fiume Clitunno e dalla Via Flaminia. Oggi Pietrarossa, nei pressi di Trevi.

## Fonti antiche sul centro
Plinio il Vecchio cita i Trebiates tra le comunità del popolo degli Umbri (Plin., N.H., III, 14). I suoi abitanti sono anche ricordati da Svetonio in merito alla vita dell'imperatore Tiberio. Questi avrebbe appoggiato la richiesta del municipio di investire un lascito testamentario nella riparazione delle strade locali, anziché nella costruzione di un nuovo teatro; cosa al cui il Senato Romano si oppose, rispettando il desiderio del testatore (Suet., Tib. 31). La città è successivamente ricordata anche dall'Itinerarium Burdigalense (335 d.C. circa), dove compare sotto la dizione "Civitas Trebis", posta 11 miglia da Spoleto e 5 da Fulginia (presso Foligno). Inoltre, uno scolio alla XII Satira di Giovenale, probabilmente appuntato tra il V e il VI secolo d.C., specificava che il Clitunno "scorre in mezzo a Trevi, città della regione Flaminia" ("Fluvius qui Trevis, civitatem Flaminiae, interfluit"). A partire dall'anno 487, vi sono documentazioni circa il rango vescovile del centro, poi assorbito dalla Diocesi di Spoleto intorno al VI-VII secolo. Altre fonti scritte sul centro sono fornite dalla documentazione epigrafica, la quale ricorda la struttura quadrumvirale del Municipio. Successivamente alla tarda Antichità, si hanno echi dell'antica città nella toponomastica della zona, con i termini "Santa Maria de Trevi" e "Trevi de Planu" attestati tra XI e XII secolo.

## Ritrovamenti del passato (1400-1979)

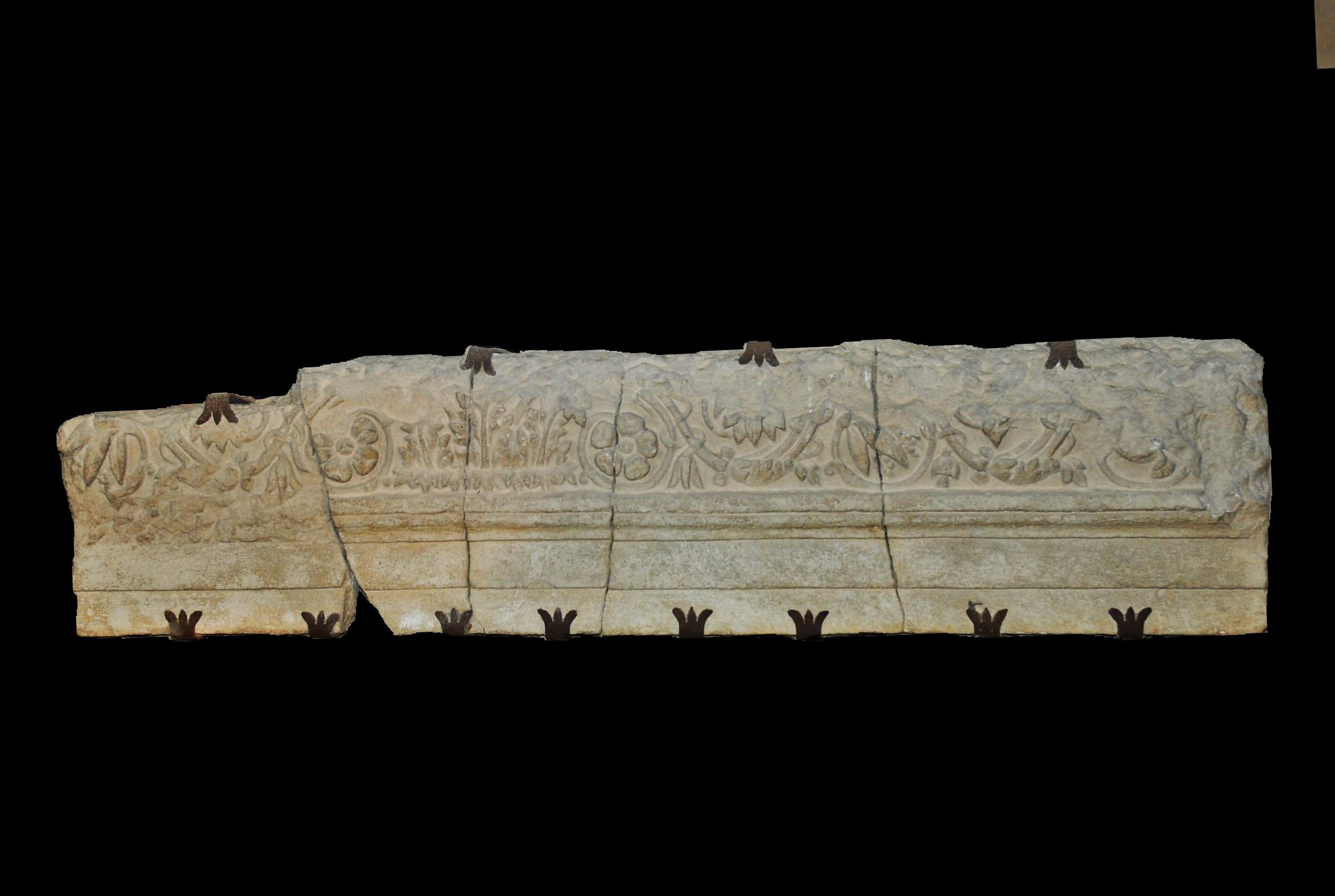
Decorazione marmorea conservata presso la chiesa di Pietrarossa (I sec. d.C.)

Le prime fonti sulla presenza di strutture archeologiche a Pietrarossa risalgono alla seconda metà del XV secolo. Scrive, infatti, il cronista trevano Francesco Mugnoni: "1468 del mese de luglio o de augusto, et certi altri dicevano che la notte de santo Johanni del mese de Jugno, apparì quella aqua santa adosso ad santa Maria de piè de Trevj dove c'è fatta quella maestà et dove ce sonno quillj bagni. Et dixe Francisco de Stefo patre de mastro Johanni, che sonno in capo de xxx ani apariva questa acqua et poi se celava". Secondo l'interpretazione di Bordoni, la citazione dei "bagni" ovvero di strutture termali potrebbe essere dovuta all'interpretazione di alcune strutture archeologiche come parti del balineum ricordato dalla lettera di Plinio il Giovane sul Santuario delle Fonti del Clitunno, a qualche chilometro di distanza. La leggendaria associazione tra Pietrarossa e il complesso sacro ricordato da Plinio ha più volte echeggiato nella vulgata sulla storia della località senza però avere reale fondamento topografico, data la notevole distanza dal santuario clitunnale (7 km). Sappiamo che dei rinvenimenti dovevano essere avvenuti nello stesso periodo, dati i materiali archeologici tra blocchi, pilastri, trabeazioni e colonne reimpiegati nel portico della chiesa di Pietrarossa (XV sec.) e nel suo campanile (inizi XVI sec.). 
Un numero corposo di ritrovamenti fortuiti dovette avvenire nel '700. Il supplemento all'Italia Sacra dell'Ughelli riporta l'esistenza di ruderi della città posti a circa 500 passi (circa 750 m) dalla Trevi attuale. Il Natalucci riporta la scoperta di strutture durante la costruzione dei casolari Parriani e Amici nella zona. In particolare, si rinvenne una grande struttura nei pressi dell'ex chiesa di S. Tommaso, circa 200 metri a monte di Pietrarossa. Questa venne all'epoca interpretata come parte delle "muraglie" della città. Nello stesso periodo si effettuarono scavi nel piazzale antistante la chiesa di Pietrarossa, al fine di rinvenire un "creduto tesoro", dove si rintracciò un "gran pavimento di pietre quadre ben connesse". Inoltre, una "scalinata di pietre" venne rinvenuta vicino al fosso Alveolo, che solca la località.

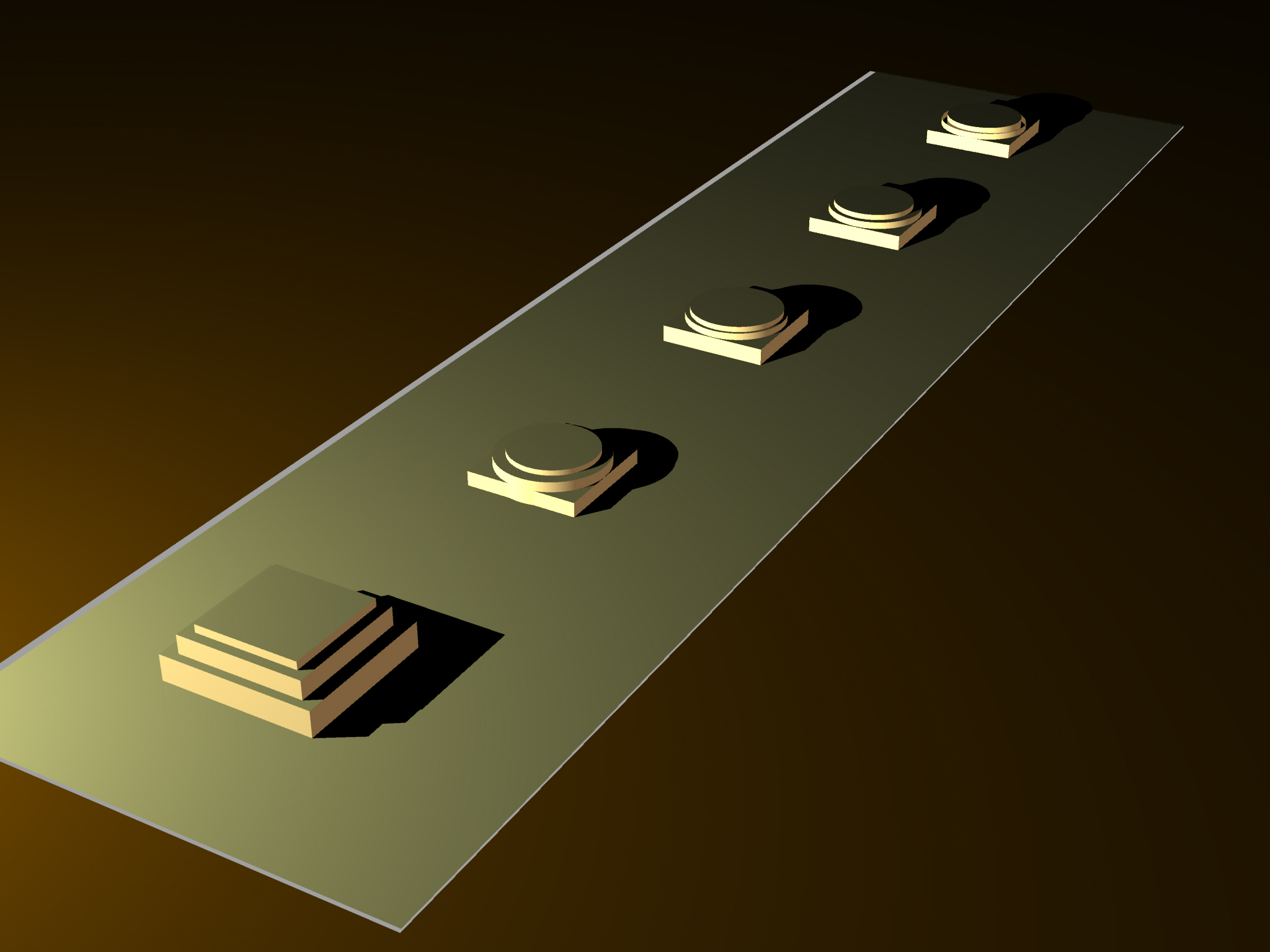
Ricostruzione della struttura monumentale rinvenuta nel 1772.

Nel 1772 poi, vennero alla luce i resti di un enorme edificio pubblico (probabilmente una porticus) nei pressi del fosso Alveolo. Lo scavo, sotto la supervisione della Regia Camera Apostolica, portò alla luce la base dell'edificio per una superficie di circa 10 x 20 metri, rinvenendo una fila basi di colonne di grandi dimensioni: circa 1,5 metri di diametro e quasi 2 metri per quelle angolari. La struttura venne successivamente rinterrata e non se ne conosce ad oggi l'esatta ubicazione. 
Nel corso del XIX secolo, i principali ritrovamenti vennero rappresentati da materiale epigrafico e da quanto emerse nel corso dei lavori per il passaggio della linea ferroviaria (1864). Infatti, i lavori per la costruzione del ponte sull'Alveolo (circa 300 metri a Sud della chiesa) portarono alla luce un monumento funebre in laterizio con iscrizione e una lastra decorata in marmo. Intanto, intorno al 1840, scoppiò una diatriba tra i frati del convento di San Fortunato (presso Montefalco, 8 km a Ovest di Pietrarossa) e il Comune di Trevi circa il possesso di un grande cippo marmoreo (base di statua) con dedica a Lucio Succonio, patrono del municipium di Trebiae. Il cippo, reimpiegato da tempo immemore nella chiesa montefalchese, fu definitivamente assegnato a Trevi sulla base di un conguaglio in granaglie ai frati. L'epigrafe è di particolare importanza, siccome dedicata dalla corporazione degli scabillari (suonatori di uno strumento musicale chiamato scabillum). Pertanto, potrebbe rappresentare l'unica prova concreta sull'esistenza di un teatro a Trebiae, al di là della suddetta menzione di Svetonio. 

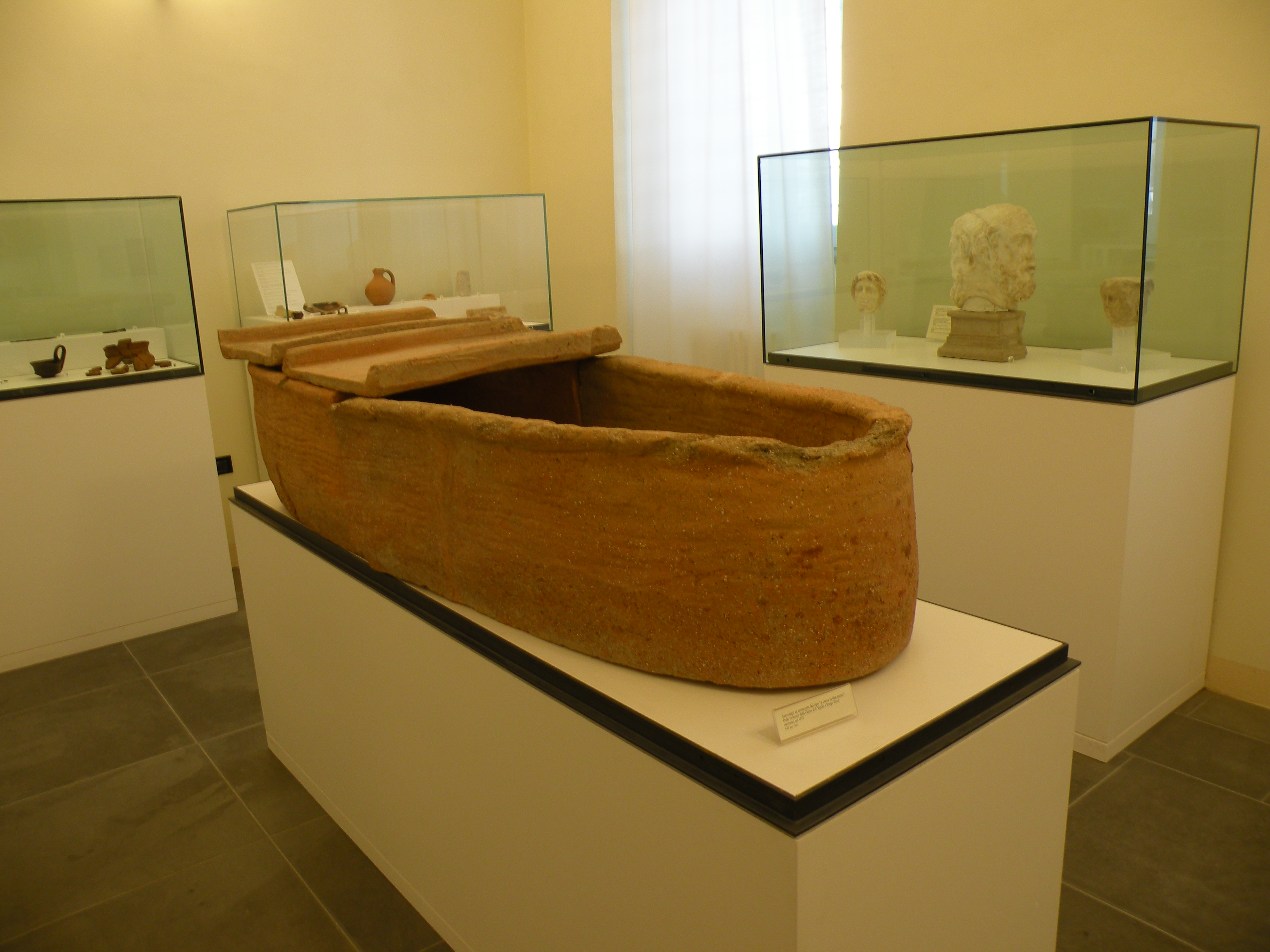
Sarcofago fittile da Borgo Trevi (IV-VI secolo d.C.)

Altri ritrovamenti funerari si ebbero intorno al 1920, durante la costruzione dell'ex Pastificio Bonaca a Borgo Trevi (circa 1,5 km a Sud di Pietrarossa). Si trattava di emergenze epoca tardoantica (IV-VI secolo), tra cui sarcofagi fittili tipici dell'area spoletina. Nel 1943, i lavori di realizzazione di una postazione antiaerea innanzi la chiesa portarono alla luce porzioni del lastricato già rinvenuto nel XVIII secolo. Inoltre, di nuovo a Borgo Trevi, duranti i lavori di realizzazione di alcune abitazioni nel 1966, emersero i resti della base di una grande pressa in blocchi di breccione locale nonché il fondo di un dolio, certamente resti di una villa rustica. Infine nel 1979, altri lavori nei pressi del sottopasso ferroviario della strada S. Maria in Valle - Casco dell'Acqua (1 km a N di Pietrarossa) permisero di rinvenire un enorme dolio integro (oggi sotto la loggia del Palazzo Comunale di Trevi) e altri frammenti, con tutta probabilità pertinenti a una villa relativa all'immediato suburbio del centro.

## Ritrovamenti recenti (1980-2006)

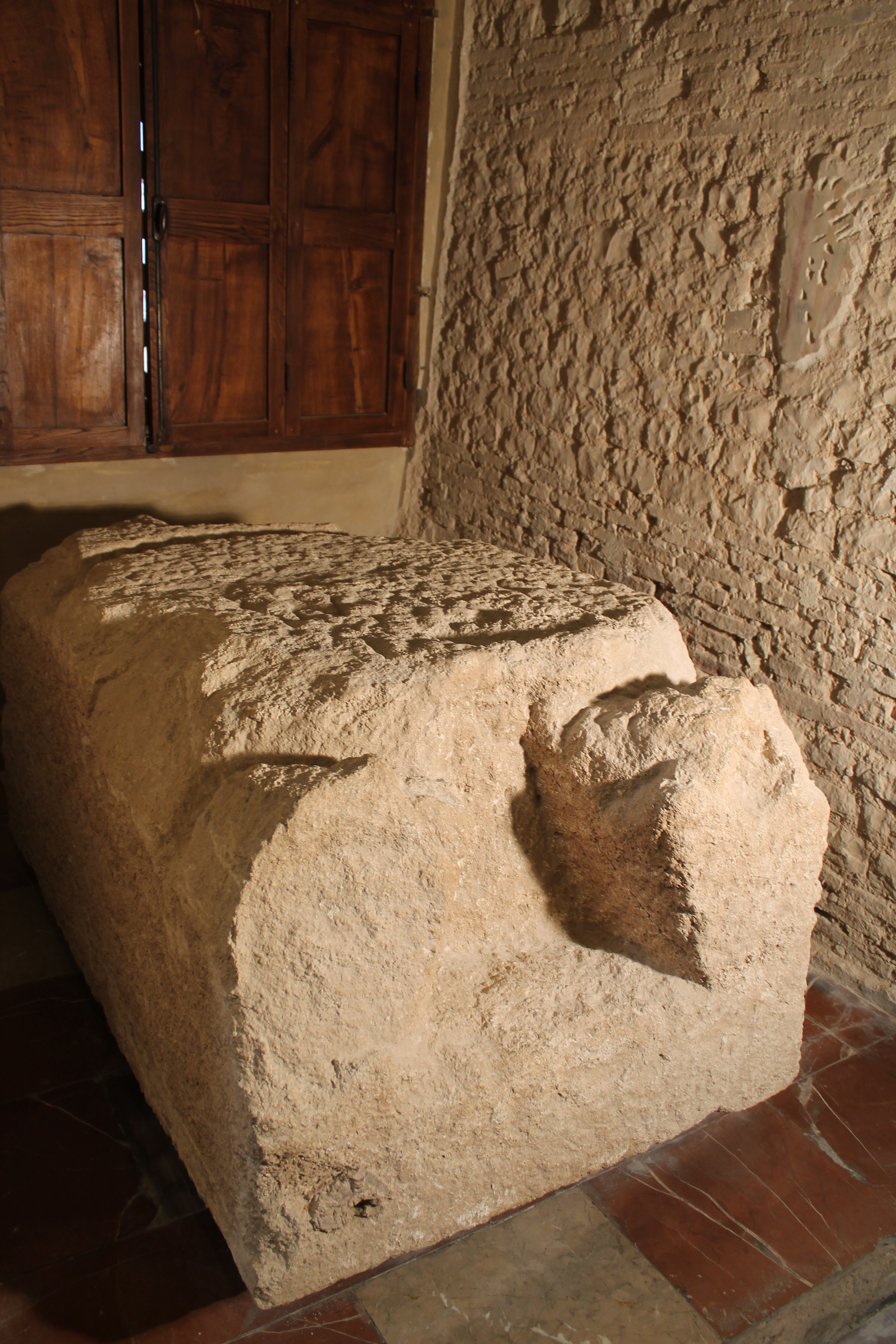
La base con dedica a Giove Ottimo Massimo, successivamente riutilizzata come base per macina.

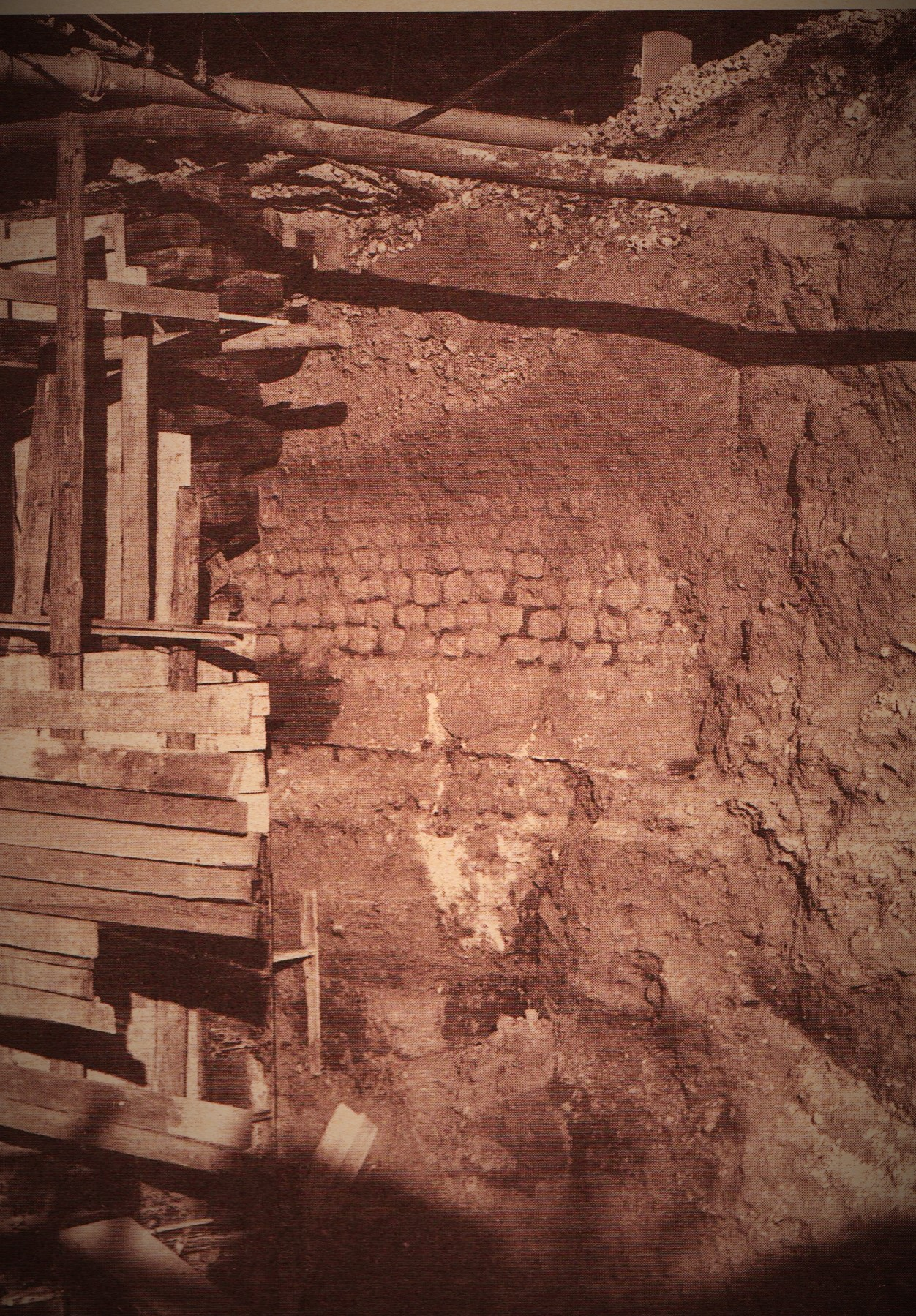
Una delle strutture rinvenute durante lo scavo per il sottopasso ferroviario del 1980 (foto: Franco Spellani in C. Zenobi, Trevi antica).

Nell'agosto 1980, scavi per la realizzazione di un sottopasso ferroviario a pochi passi della chiesa di Pietrarossa, portarono alla luce un tratto stradale di epoca romana approssimativamente coincidente l'attuale Via di Pietrarossa, dotato di canalette di scolo laterali e fiancheggiato da strutture di cui si notavano alcuni accessi. Il ritrovamento venne meritoriamente segnalato da Carlo Zenobi e Franco Spellani, portando a una sospensione dei lavori e all'intervento degli enti di tutela. I frammenti ceramici rinvenuti, mai studiati compiutamente e fino a pochi anni fa (2010) conservati nel magazzino della Soprintendenza di Ponte San Giovanni (Perugia), annoveravano ceramiche a Vernice Nera (IV-I sec. a.C.). Dalle foto dell'epoca, i lacerti murari adiacenti alla strada si distribuivano a differenti altezze nella sezione di scavo, lasciando ipotizzare una lunga storia insediativa. All'interno di una di esse, fu rinvenuto un cippo monolitico di epoca tardorepubblicana (II-I a.C.), con dedica a Giove Ottimo Massimo (IOVI O.M.), lì riutilizzato come base per una macina, probabilmente in epoca tardoantica. Il grande blocco, oggi conservato nella chiesa di Pietrarossa, aveva con tutta probabilità la funzione di base per la statua votiva del dio. Alcuni studi collegarono tale dedica al culto di Giove Clitunno, venerato nel non lontano santuario delle Fonti del fiume (circa 8 km a Sud di Pietrarossa). Studi recenti, invece, hanno rimarcato il carattere capitoliare di Giove Ottimo Massimo, ipotizzando che tale culto si inserisse nel Capitolium della cittadina.

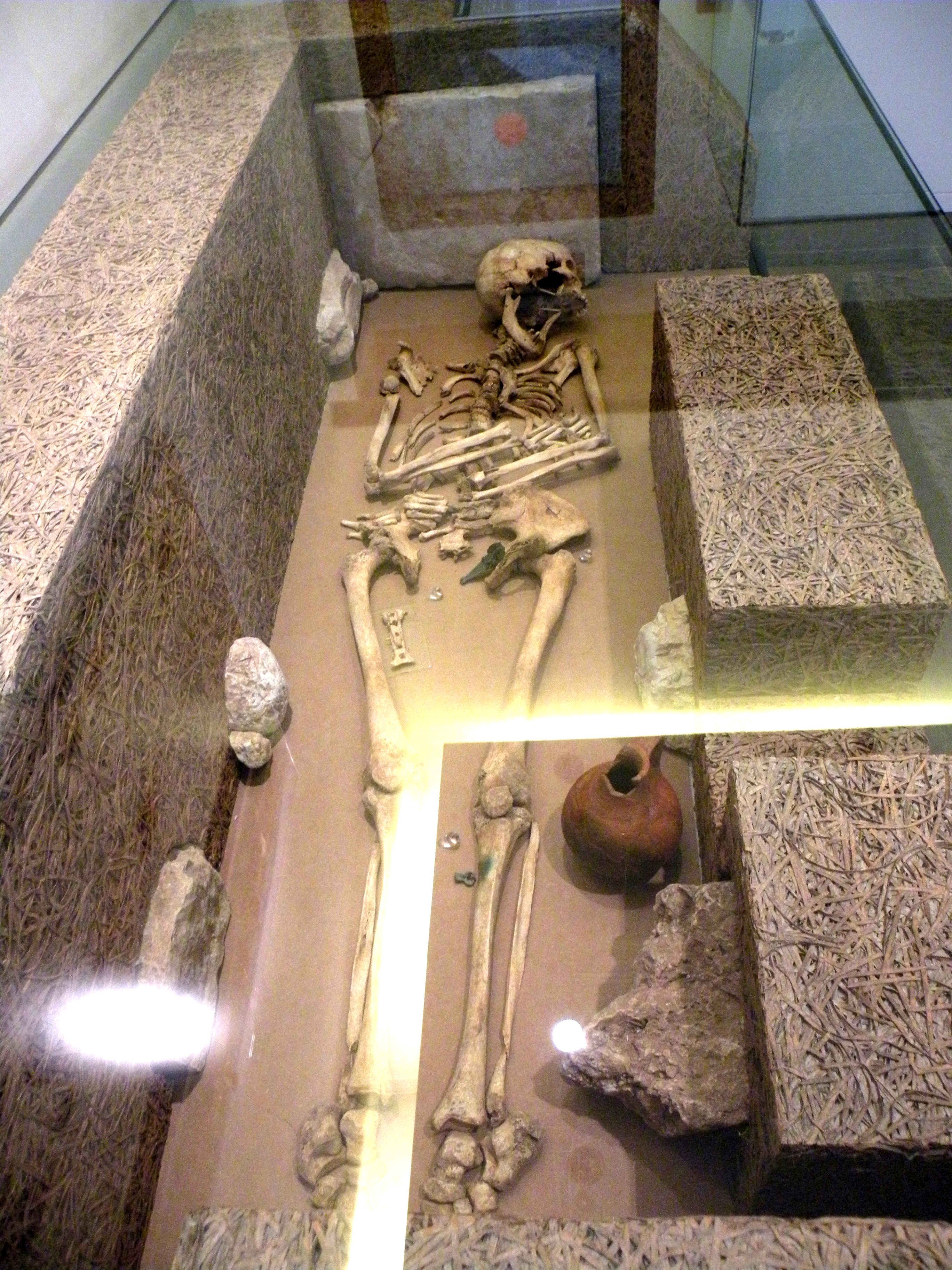
Inumazione femminile di epoca longobarda dalla necropoli di Pietrarossa, ricostruita al Museo di Trevi (VI-VII secolo d.C.)

Ulteriori scavi in un terreno circa 150 m a SE della chiesa nel 2004 portarono alla luce ceramiche, tegole, blocchi monolitici di breccione locale e travertino oltre a ossa umane. Il tutto, segnalato tardivamente alla locale Soprintendenza, non portò a ulteriori accertamenti. Lo stesso terreno aveva già restituito manufatti, anche di carattere architettonico, negli anni '50, durante opere di carattere idraulico. Nell'agosto 2005, a seguito della segnalazione di anonimi cittadini e il successivo intervento delle autorità competenti, lo scavo di realizzazione di un magazzino di proprietà comunale in adiacenza al terreno precedente, circa 170 m E-NE dalla chiesa, riportò alla luce una necropoli a inumazione con 17 individui. La grandissima parte di queste sepolture è stata datata tramite la tipologia e gli oggetti di corredo a un periodo compreso tra la seconda metà del VI e la metà del VII secolo d.C.. Solo due sepolture potevano datarsi a un'epoca leggermente precedente ma comunque tardoantica (IV-V sec.). Gli individui presentavano caratteri culturali "germanici" per quanto riguarda gli oggetti di corredo e sono stati rapportati a popolazioni di etnia longobarda o a processi di acculturazione di locali in senso germanico. Nel 2006, ulteriori lavori scavi di emergenza nel terreno soggetto a lavori nel 2004 (100 m E-SE dalla chiesa), portarono al rinvenimento di strutture murarie e ulteriori sepolture tardoantiche (V sec. d.C. circa), il che lascia intendere che l'area cimiteriale tardoantica - altomedievale sia ben più estesa di quanto portato alla luce ad oggi.
I ritrovamenti a cavallo tra XX e XXI secolo ravvivarono l'attenzione nei confronti del sito, lasciando prospettare l'avvio di scavi programmatici, tanto da portare alla realizzazione di un'uscita pedonale con funzione turistica lungo la nuova superstrada (2001). Tuttavia l'idea restò sul momento lettera morta. Tuttavia, le scoperte in questione aggiunsero elementi sull'effettiva natura urbana del sito di Pietrarossa (la dedica a Giove Ottimo Massimo, la presenza di una rete stradale con strutture), precedentemente messa in discussione dagli studi di Luigi Sensi sulla più antica cinta muraria della Trevi attuale (1974). Inoltre lasciarono intendere per il sito una lunga continuità di vita, giunta almeno fino al VII secolo d.C., in contrasto con le teorie su una distruzione violenta e definitiva del centro intorno al V secolo.

## Gli Scavi archeologici dell'Università di Perugia (2015-presente): storia e scoperte
L'idea di avviare scavi sistematici, lungamente vagheggiata, fu ripresa dall'archeologo Stefano Bordoni. Bordoni aveva già avviato ricerche sulla dinamica insediativa tra la Trevi attuale e il sito di Pietrarossa, provando a portare nuovi dati che confutassero una delle due teorie. Nel 2012, una cospicua mole di dati da ricognizioni superficiali avviate nell'area collinare circostante la cittadina sotto la supervisione scientifica della Prof.ssa Donatella Scortecci (Università di Perugia), lo avevano indotto a ritenere che la tarda Antichità (V-VI sec. d.C.) fosse la datazione più probabile per la Trevi in altura. Infatti, la ricerca aveva mostrato una soverchiante disparità quantitativa tra i dati di probabile datazione pienamente romana e quelli di cronologia tarda. Nel 2013, Bordoni riaffermò tali interpretazioni nel suo volume Il Medioevo di Trevi. Breve storia di mille anni, ribadendo il bisogno di ulteriori conferme archeologiche sul ruolo di Pietrarossa. La presentazione del volume, nel novembre 2013, fu l'occasione per riaffermare la necessità di un progetto scientifico a Pietrarossa che prevedesse, finalmente, uno scavo archeologico. L'idea fu sposata dal sindaco di Trevi, Bernardino Sperandio, allora nel suo primo mandato. Fu pertanto chiesto a Bordoni di sviluppare un progetto di massima, sulla base delle documentazioni esistenti, al fine di identificare il luogo più promettente per avviare un futuro scavo. 
Al di là dei dati editi, Bordoni si basò sui racconti orali degli abitanti della zona, in particolare del sig. Enrico Cagnoni, che molti anni prima aveva raccolto la testimonianza orale dello zio circa il rinvenimento di strutture rivestite da intonaci policromi durante lo scasso per la realizzazione di una vigna (cosa successivamente confermata dalle indagini archeologiche). Pertanto, nel marzo 2014, presentò alla Prof.ssa Scortecci, direttore scientifico del progetto, una relazione preliminare di scavo suggerendo di vagliare la particella 153 del foglio catastale di Pietrarossa. La componente burocratico-organizzativa del progetto, per quanto riguarda le attività sul campo e la logistica, venne affidata all'Associazione culturale Umbria Archeologica (attualmente, Associazione culturale Castrum), nelle persone dei dott. Luca Boldrini e Alessio Pascolini. La domanda di concessione scavi, presentata alla competente Soprintendenza e al Ministero dei Beni Culturali, venne accettata nel maggio 2015. Di seguito, il concordato tra il Comune di Trevi, l'Università degli Studi di Perugia, l'Associazione Umbria Archeologica e il dott. Bordoni, pubblicamente siglato a Pietrarossa il 24 giugno 2015, sancì ufficialmente l'inizio della I Campagna di scavi, avviata il 29 giugno seguente. Sin dalle prime settimane di scavo, il sito non ha mancato di fornire una straordinaria mole di informazioni sul suo passato. La prima Campagna, i cui risultati furono presentati nella Sala Consiliare di Trevi l'11 agosto 2015, restituì parte di un primo mosaico policromo (III sec. d.C.), sostanzialmente intatto, decorato con motivi a treccia e gorgoneion centrale, interamente portato alla luce nel 2016. 

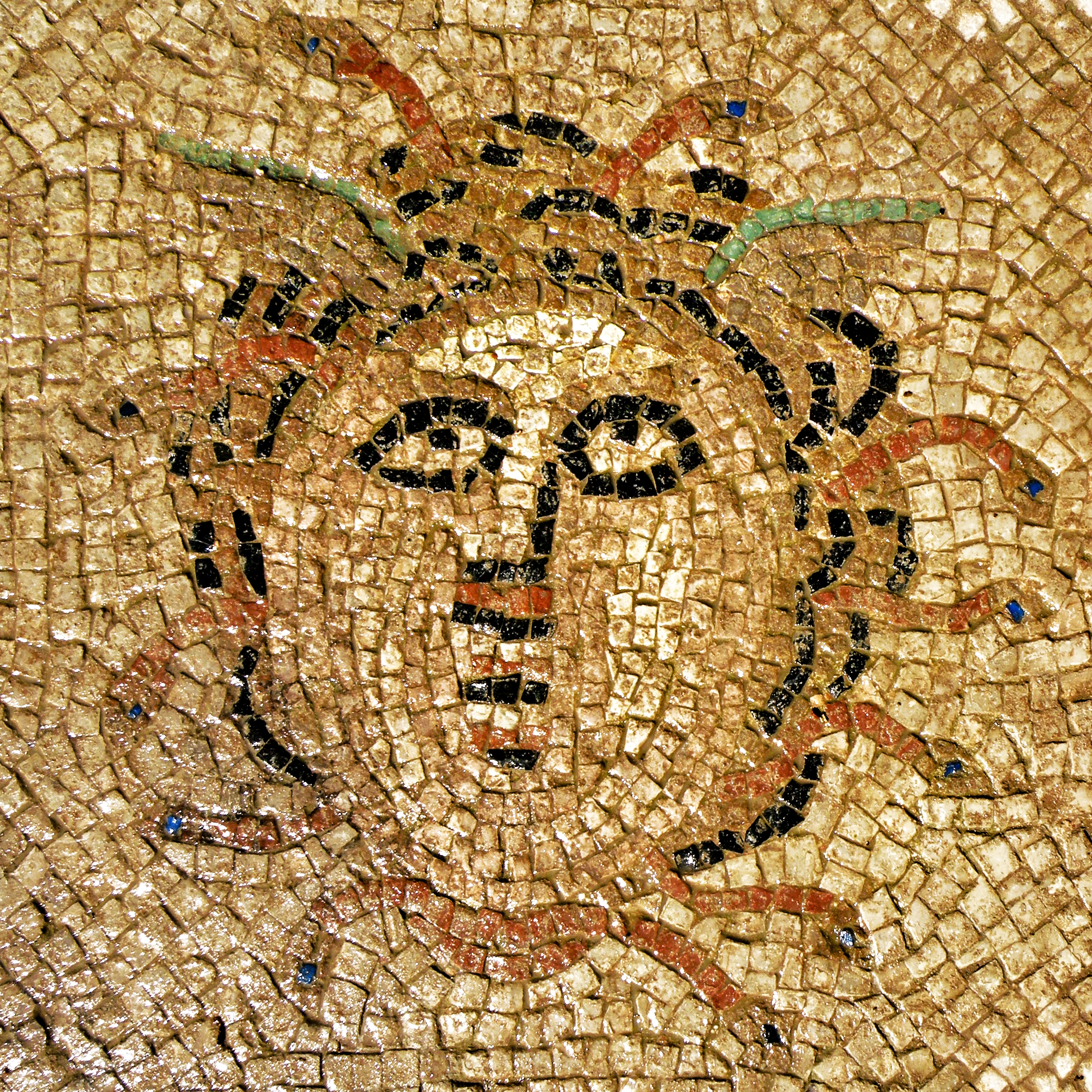
Dettaglio del mosaico di III secolo d.C. dalla domus di Pietrarossa

Ad oggi (2022), sono state completate sei campagne di scavi che hanno restituito un vasto complesso architettonico, senza soluzione di continuità, dall'estensione complessiva di ben oltre 1000 mq e identificabile come una domus dell'area urbana della piccola Trebiae. Oltre al primo mosaico, ne sono stati rinvenuti altri tre: uno in bicromia di tessere nere e bianche con motivi a treccia e ad esagono (fine I a.C. - inizi I d.C.) e due vasti tappeti musivi (circa 50 mq ciascuno) di fine I - II sec. d.C. Questi presentano una complessa raffigurazione con tritoni, nereidi e animali terrestri con corpo marino. La storia costruttiva dell'edificio, di cui si conosce anche parte del grande peristilio, dovette protrarsi tra la fine dell'epoca repubblicana-prima età imperiale sino al VI secolo d.C., con una serie di importanti restauri medio-imperiali a cui si riferiscono almeno tre mosaici. A partire dal IV-V secolo, iniziò un processo di selezione e rifunzionalizzazione delle strutture: alcuni ambienti vennero adibiti a discariche (tra cui uno dei grandi mosaici), alcuni passaggi vennero tamponati mentre si aggiunsero impianti produttivi, forse lungo il perimetro dell'edificio. Tra questi un torcular che ostruì un grande accesso monumentale e un piccolo impianto per la produzione metallurgica (VI sec. d.C. circa). Un'area interna al complesso, invece, venne destinata a ospitare un piccolo cimitero infantile. La distruzione del complesso, che non sembra essere avvenuta in forma violenta, dovette aver luogo tra VI e VII secolo. Data la rarità di rinvenimenti relativi ai crolli dell'edificio, sembra probabile che buona parte della struttura sia stata smantellata per recuperarne i materiali edilizi. Sta di fatto che nel VII secolo d.C. uno strato di argilla nera copriva buona parte delle rovine dell'edificio, malgrado vi siano indizi di un'ulteriore persistenza della frequentazione umana del sito anche in seguito.

## Ulteriori ricerche archeologiche (2016-2018)

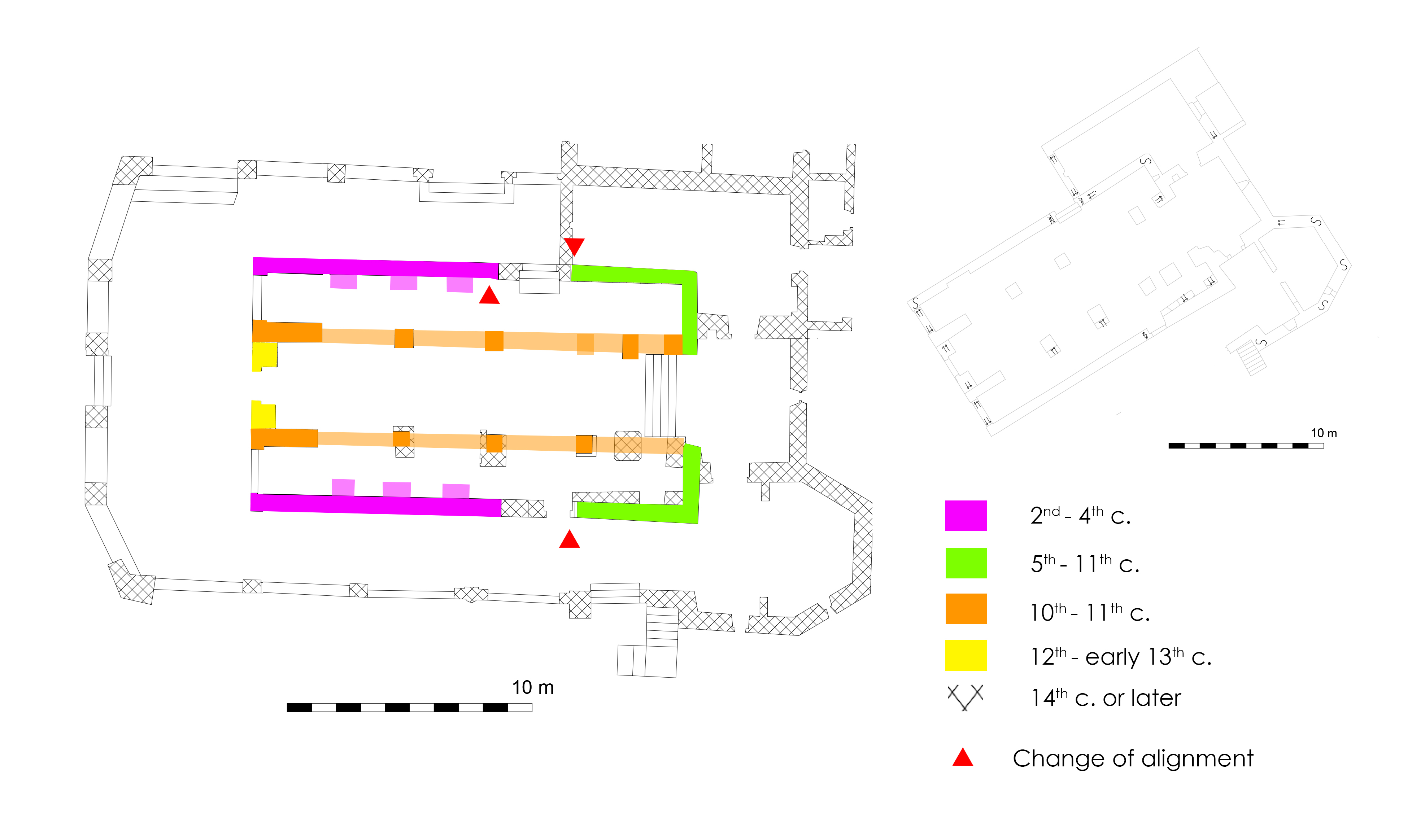
Santa Maria di Pietrarossa: fasi costruttive principali da Bordoni (2018)

Nel frattempo, indagini hanno riguardato le stratigrafie murarie della chiesa di Pietrarossa. Un'analisi archeologica integrale, condotta dal dott. Bordoni, ha portato al rivenimento di una prolungata sequenza costruttiva, attribuendo alcune porzioni dell'edificio ad età imperiale. La chiesa si insediò successivamente su un edificio pubblico, probabilmente inserito nell'area forense di Trebiae. La struttura romana può essere solo ipoteticamente interpretata come un tempio e la sua associazione al suddetto cippo dedicato a Giove Ottimo Massimo deve essere ancora dimostrata. La trasformazione in chiesa doveva essere già avvenuta intorno al VI-VII secolo, quando sembra che l'edificio venne esteso verso Est, prima della suddivisione in navate dell'aula di culto (X-XI secolo). Stando ai dati crono-stratigrafici, la curiosa decorazione pittorica a bande diagonali rosse e bianche, da taluni ritenuta ipoteticamente di epoca longobarda, è risultata molto più probabilmente databile tra il XII e il XIII secolo. Bordoni ha proposto di interpretare le fasi tardoantiche della chiesa come i resti dell'antica cattedrale di Trebiae, attestata a partire dall'anno 487 e successivamente soppressa nel rango di sede diocesana intorno al VI -VII secolo. Peraltro, l'associazione tra la chiesa di Pietrarossa e l'antica cattedrale era già stata avanzata dall'erudito locale Alfonso Valenti nel 1765. Lo stesso ricercatore ha anche avanzato l'ipotesi che S. Maria di Pietrarossa sia la ecclesia Trinitatis citata dalla Passio di San Feliciano di Foligno, scritta intorno al 960.

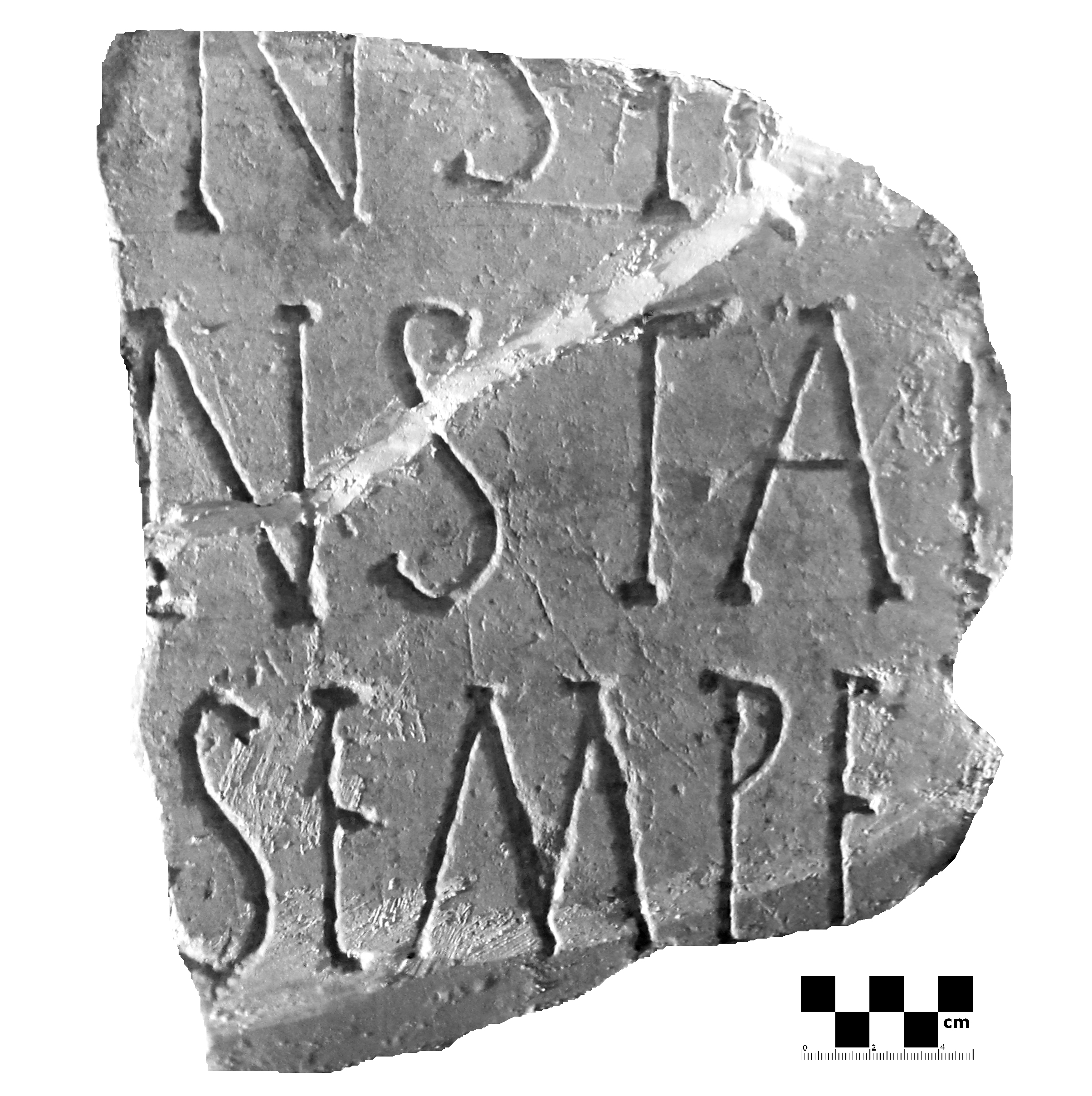
Epigrafe con dedica alla Dinastia costantiniana (325-350 d.C.) dalla chiesa di S. Maria di Pietrarossa, da Bordoni (2018).

Durante le analisi archeologiche della chiesa di S. Maria di Pietrarossa, Bordoni è anche riuscito a interpretare i resti di un'epigrafe marmorea riutilizzata come architrave di una monofora (poi tamponata) della navata di sinistra. Il testo è particolarmente interessante perché riporta una dedica a membri della Dinastia Costantiniana (325-350 d.C. circa). Ciò permette di ipotizzare per Trebiae interventi di munificenza "costantiniana" attestate in altre città dell'Umbria e specialmente rivolte al ripristino della viabilità o al restauro delle terme.

## Il nome "Pietrarossa"
L'attestazione del toponomo "Pietrarossa" (anche Pietra Rossa o, nei documenti in latino, Petra Rubea) compare per la prima volta nel 1499 in un lascito testamentale, soppiantando in breve la dicitura di "Sancta Maria de Trevi" o "de pie de Trevi", sopravvissuta fino al XIV secolo almeno. Si riferisce a un blocco di pietra di colore porfirico tendente al violaceo conservato nel secondo pilastro di destra della chiesa omonima. Il blocco, certamente di recupero e pertinente ad altri frammenti dello stesso materiale inglobati nella struttura, ha la particolarità di presentare un foro circolare, dal diametro sufficiente ad occogliere un dito, al centro. La prima esplicita menzione di un valore devozionale-taumaturgico del blocco, al di là della comparsa del toponimo stesso, si data alla metà del 1600. Ludovico Jacobilli, storico folignate, testimonia di aver appreso dai locali che vi era la credenza che la pietra ospitasse le reliquie di un santo, a loro tuttavia ignoto. Pertanto vi si raccoglievano davanti in preghiera.
Da fonti più tarde, vi era la credenza che inserendo il dito indice nel foro si potessero ottenere grazie divine. Studi antropologici (1990) hanno rapportato tale pratica rituale ad antichi culti dell'acqua che, secondo alcuni autori, sarebbe originariamente scorsa attraverso il foro, prima che venisse murato nella collocazione attuale.
Sta di fatto che, come confermato dalle recenti indagini archeologiche, la struttura ove si inserisce il blocco venne fabbricata nel XV secolo, ispessendo le colonne originarie per i maggiori carichi dovuti alla costruzione di volte in muratura. Pertanto, la Pietra Rossa, almeno nella sua collocazione attuale, non dovrebbe precedere il 1430-1480 circa. Ciò concorda con la comparsa del toponimo sullo scadere dello stesso secolo.